# CCTV-13
CCTV-13 is een televisiezender van de Chinese publieke omroep China Central Television. Het is de nieuwszender van de omroep. De zender begon op 1 mei 2003 met uitzenden en is sinds 16 oktober 2019 ook in HD beschikbaar.
CCTV-13 zendt elk uur gedurende de dag een live nieuwsbericht uit, evenals actualiteitenprogramma's in de avond. Bulletins hebben betrekking op binnenlandse en internationale evenementen. Het programma is uitsluitend in mandarijn Chinees. Kijkers uit (Groot-China en die van de Chinese diaspora kunnen het kanaal via satelliet bekijken.
Xinwen Lianbo op CCTV-13 is een dagelijks nieuwsprogramma dat gelijktijdig getoond wordt door alle lokale tv-stations op het vasteland van China, waardoor het een van 's werelds meest bekeken programma's is. Het wordt uitgezonden sinds 1 januari 1978.
Xinwen Lianbo wordt gebruikt als een medium voor aankondigingen van de overheid en verslaggeving over vergaderingen, commentaren op grote economische en beleidskwesties, en de activiteiten van de nationale leiders. Het programma weerspiegelt officiële standpunten van de Chinese Communistische Partij over een breed scala van zaken. Het programma wordt er dan ook van beschuldigd meer te dienen als middel voor de partij om zijn politieke agenda te verspreiden dan om de belangrijke nieuwsgebeurtenissen van de dag weer te geven. Het wordt dan ook zowel binnen China als internationaal bekritiseerd wegens zijn gebrek aan neutraliteit. Maar ondanks de afnemende populariteit, blijft het een veel bekeken programma.

## Programma's

### Dagelijks (in volgorde van uitzendschema, sinds 2009)
- Midnight News (午夜新闻)
- Morning News (朝闻天下)
- Live News (新闻直播间)
- News 30' (新闻30分)
- Focus On (共同关注)
- Xinwen Lianbo (新闻联播)
- Weather Forecast (新闻联播天气预报)
- Focus Report (焦点访谈)
- World Express (国际时讯)
- The World (环球视线)
- Oriental Horizon (东方时空)
- 24 Hours (24小时)
- News One Plus One (新闻1+1)
- Law Online (法治在线)

### Wekelijks
- Weekly Quality Report (每周质量报告)
- Face to Face/One on One (面对面)
- World Weekly (世界周刊)
- News Weekly (新闻周刊)
- News Probe (新闻调查)
- Military Time (军情时间到)

### Speciale programma's
- Breaking News (特别报道)
- Year After Year (一年又一年)
- Employment is in Place/Employment has a Future (就业有位来)